# Фридрих фон Цолерн
Фридрих фон Цолерн (на немски: Friedrich von Zollern, * пр. 1325, † пр. 21 февруари 1368) от франкския род Хоенцолерн, е княжески епископ на Регенсбург (1340 – 1365).

## Живот
Той е третият син на бургграф Фридрих IV от Нюрнберг († 1332) и съпругата му Маргарета от Каринтия от род Горица-Тирол († 1348), дъщеря на Албрехт от Каринтия († 1292). Брат му Йохан II последва баща им като бургграф на Нюрнберг.
През 1340 г. Фридрих фон Цолерн е избран за епископ на Регенсбург, едновременно Хайнрих III фон Щайн е избран за геген-епископ от Лудвиг IV Баварски. Двамата епископи се състезават и правят големи финансови задължения. Хайнрих III се отказва от службата си през 1345 г. и умира след една година. Императорът признава тогава Фридрих фон Цолерн.
През 1349 г. в епископството върлува чума и в малките села населението измира напълно.